# Роберто Гоизуета
Роберто Криспуло Гоизуета Кантера (на испански: Roberto Críspulo Goizueta Cantera) е американски бизнесмен от кубински произход.
Той е дългогодишен председател, директор и главен изпълнителен директор на Coca-Cola Company от август 1980 г. до смъртта си през октомври 1997 г.

## За него
- Allen, Frederick. Secret Formula: How Brilliant Marketing and Relentless Salesmanship Made Coca-Cola the Best-Known Product in the World.   HarperBusiness, 1995. ISBN 0-88730-751-5.
- Greising, David. I'd Like the World to Buy a Coke: The Life and Leadership of Roberto Goizueta.   Wiley, John & Sons, Incorporated, 1989. ISBN 0-471-34594-6.